# Ba Giang
Ba Giang là một xã thuộc huyện Ba Tơ, tỉnh Quảng Ngãi, Việt Nam.